# 西魚町 (名古屋市)
西魚町（にしうおちょう）は、愛知県名古屋市中区の地名。1丁目から3丁目があった。1966年（昭和41年）、丸の内三丁目に編入された。

## 地理
東は伊勢町2丁目・3丁目、西は御幸本町通2丁目・3丁目、南は御幸本町通3丁目・研屋町1丁目・七間町3丁目・研屋町2丁目・呉服町3丁目・研屋町3丁目・伊勢町3丁目、北は御幸本町通2丁目・七間町2丁目・呉服町2丁目・伊勢町2丁目に接していた。

### 学区
- 高等学校 - 尾張学区
- 中学校 - 名古屋市立丸の内中学校
- 小学校 - 名古屋市立名城小学校[4][5]

### 人口
国勢調査による人口の推移
| 1950年（昭和25年） | 115人 |  |
| 1955年（昭和30年） | 252人 |  |
| 1960年（昭和35年） | 270人 |  |
| 1965年（昭和40年） | 237人 |  |

## 歴史

### 地名の由来
通りの両側に魚屋・料理屋が多かったことによる魚の棚筋の一部を東西に分割した西側であることに由来する。

### 沿革
- 1971年（明治4年）9月29日 - 魚の棚筋（永安寺町）の一部により、西魚の棚町が成立する[1]。
- 1876年（明治9年） - 西魚の棚町が西魚町と改称される[1]。
- 1878年（明治11年）12月28日 - 名古屋区成立に伴い、同区西魚町となる[7]。
- 1889年（明治22年）10月1日 - 名古屋市成立に伴い、同市西魚町となる[7]。
- 1908年（明治41年）4月1日 - 東区成立に伴い、同区西魚町となる[1]。
- 1944年（昭和19年）2月11日 - 栄区成立に伴い、同区西魚町となる[1]。
- 1945年（昭和20年）11月3日 - 栄区廃止に伴い、中区西魚町となる[1]。
- 1966年（昭和41年）3月30日 - 住居表示実施に伴い、中区丸の内三丁目に編入され、消滅[2]。

## 人物
- 伊藤観魚